# Kuria (ilhas)

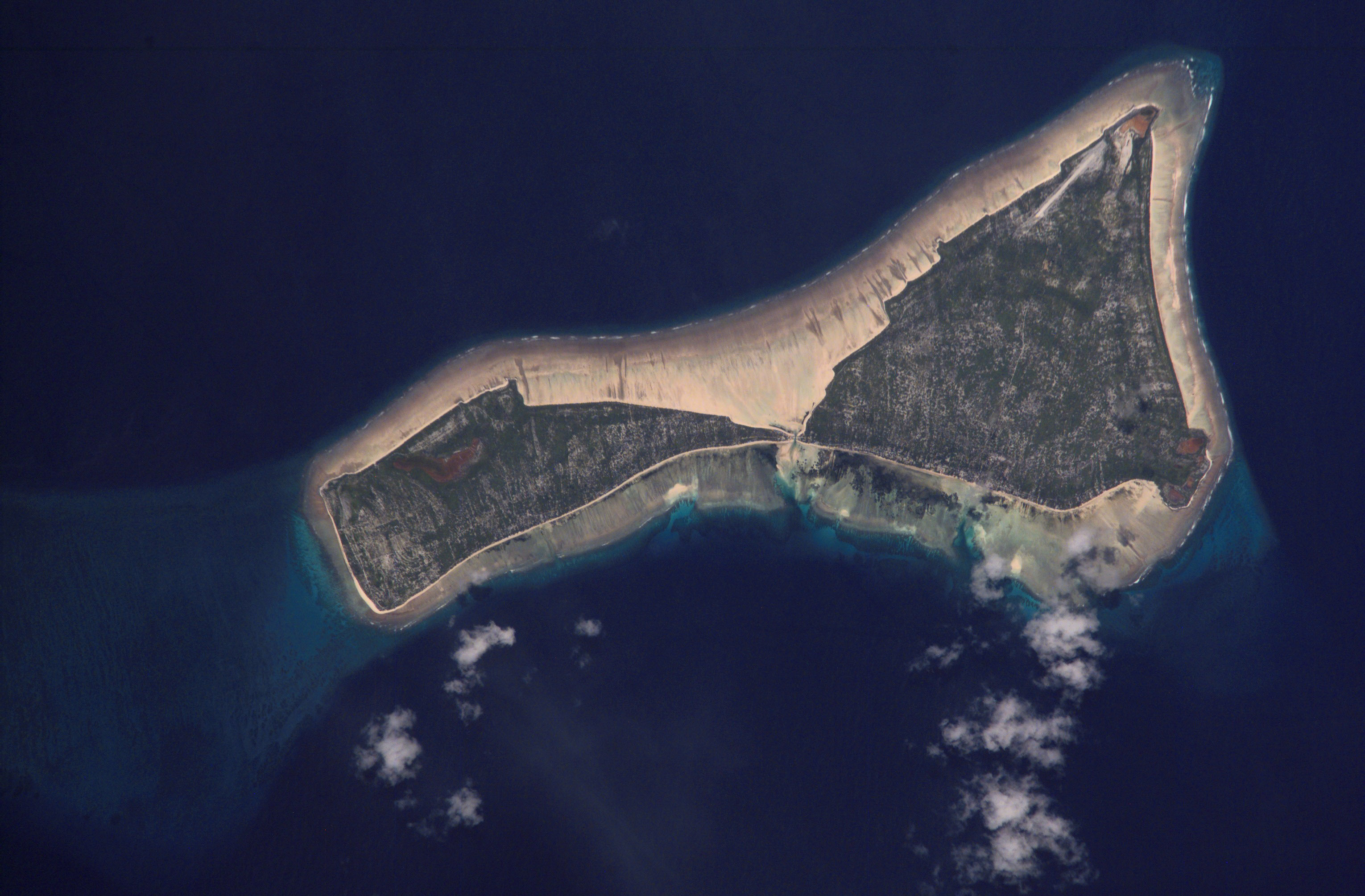
NASA - imagem de satélite de Kuria

Kuria é um arquipélago de duas ilhas no norte das Ilhas Gilbert, em Kiribati. Ficam a noroeste de Aranuka (que contém uma ilha com o mesmo nome que a maior ilha de Kuria).
As duas ilhas, Buariki e Oneeke, são separadas por um canal de 20 m de largura numa plataforma pouco profunda (Te breeti ), que é atravessada por uma ponte. As ilhas são rodeadas por recifes, mais espesso do lado oriental de Kuria.